# Stapleton (Bristol)
Stapleton ist ein nordöstlicher Vorortstadtteil in Bristol im Südwesten von England. Stapleton ist seit 1898 ein Vorort im Nordosten von Bristol. Heute wird der Name verwendet für das Gebiet am Bell Hill und entlang der Park Road im Frome Valley. Es grenzt im Süden an Eastville und im Norden an Begbrook und Frenchay.
Der Stadtteil ist ein Mix von viktorianischen und eduardianischen Bauten, Zwischenkriegsbebauung sowie Häusern aus dem späten 20. Jahrhundert. Zu den Sehenswürdigkeiten zählt die Church of Holy Trinity. Diese ist eine Landmarke und von Reisenden auf dem Motorway M32 gut sichtbar.

## Geschichte
Archäologische Funde deuten auf eine Besiedlung des Gebietes in römischer Zeit hin. 1174 gelangte die Gegend durch eine Schenkung von William, Earl of Gloucester an die Tewkesbury Abbey. Erstmals urkundlich erwähnt wurde Stapleton 1208. Es befand sich damals am Rande des Kingswood Forest am Ufer des River Frome. Noch im 18. Jahrhundert war das Gebiet stark bewaldet.
Ende des 16. Jahrhunderts gehörte das Dorf der Familie Berkeley aus Stoke Gifford, die es an den Duke of Beaufort gab. Diesem gehörte das Dorf bis 1917.
Stapleton wurde 1791 enclosed und die Stapleton Common in sieben Parzellen aufgesteilt, die größtenteils an den Duke of Beaufort gingen.
1866 wurde Stapleton ein Civil parish und 1898 zu Bristol eingemeindet.

## Persönlichkeiten
- Frances Milton, die Mutter von Anthony Trollope wurde 1780 in Stapleton geboren.
- Sarah Young, die Mutter von Thomas Chatterton wurde hier geboren.
- Der indische Sozialreformer Ram Mohan Roy starb 1833 auf Beech House, dem Wohnhaus von Lant Carpenter, der hier von seiner Tochter Mary gepflegt wurde.